# Diego Méndez Molero
Diego Méndez Molero (nascut el 29 d'agost de 2003) és un futbolista professional madrileny que juga com a migcampista defensiu al Rayo Vallecano.

## Carrera esportiva
Producte juvenil del Rayo Vallecano, va començar la seva carrera sènior amb el filial l'any 2021 abans de signar un contracte professional a l'estiu de 2022. Va fer el seu debut com a professional amb l'equip sènior del Rayo Vallecano en la victòria de la Copa del Rei per 3-1 contra el Mollerussa el 13 de novembre de 2022, marcant el segon gol del seu equip al minut 51. Va ser ascendit al seu equip sènior el desembre de 2022.
Méndez va debutar a la lliga el 29 de desembre de 2022, entrant com a substitut tardà per Sergio Camello en un empat a 2 fora de casa contra el Girona FC. El gener de 2024, va patir una lesió al genoll que el va deixar fora de joc durant la resta de la temporada 2023-24.
El 29 d'agost de 2024, Méndez va ampliar el seu vincle amb el Rayo fins al 2028.  L'11 de gener següent, va ser cedit al CE Eldenc de segona divisió fins al juny.